# Cantonul Briançon-Sud
Cantonul Briançon-Sud este un canton din arondismentul Briançon, departamentul Hautes-Alpes, regiunea Provence-Alpes-Côte d'Azur, Franța.

## Comune
- Briançon (parțial, reședință)
- Cervières
- Puy-Saint-André
- Puy-Saint-Pierre
- Villar-Saint-Pancrace